# Newton (New Hampshire)
Pour les articles homonymes, voir Newton.
Newton est une municipalité américaine située dans le comté de Rockingham au New Hampshire. Selon le recensement de 2010, sa population est de 4 603 habitants.

## Géographie
La municipalité s'étend sur 10,06 milles carrés (26,06 km2), dont 0,15 milles carrés (0,39 km2) d'étendues d'eau.

## Histoire
La localité est fondée en 1746. Elle devient une municipalité indépendante de South Hampton en 1749, sous le nom de New Town (« nouvelle ville »). Son nom est contracté au milieu du XIXe siècle.